# Kumpulan Setia
Kumpulan Setia is een bestuurslaag in het regentschap Mandailing Natal van de provincie Noord-Sumatra, Indonesië. Kumpulan Setia telt 335 inwoners (volkstelling 2010).